# NGC 2112
NGC 2112 (другое обозначение — OCL 509) — рассеянное скопление в созвездии Орион.
Этот объект входит в число перечисленных в оригинальной редакции «Нового общего каталога».
Известно 1193 вероятных члена скопления. Внешние области NGC 2112 имеют слегка вытянутую форму. Скопление, возможно, потеряло более 90% своей первоначальной массы.